# Алън Пойндекстър
Алън Гудуин „Декс“ Пойндекстър (на английски: Alan Goodwin „Dex“ Poindexter) е капитан от USN и астронавт на НАСА, участник в два космически полета. Загива при инцидент с джет близо до дома си на 1 юли 2012 г.

## Образование
Алън Пойндекстър завършва колеж в Коронадо, Калифорния през 1979 г. Дипломира се като инженер в колежа Pensacola Junior College, Пенсакола, Флорида през 1983 г. През 1986 г. получава бакалавърска степен по аерокосмическо инженерство от Технологичния институт на Джорджия. През 1995 г. става магистър по същата специалност от Института за следдипломна квалификация на USN, Монтерей, Калифорния.

## Военна кариера
Алън Пойндекстър постъпва на активна военна служба след дипломирането си през 1986 г. През 1988 г. става пилот на F-14 Томкет. Зачислен е в бойна ескадрила 124 (VF-124), базирана в авиобазата Мирамар, Калифорния, по-известна като ТОП ГЪН АКАДЕМИ. Служи в Персийския залив по време на операция Пустинна буря в състава на бойна ескадрила 211 (VF-211). Завършва школа за тест пилоти в Мериленд през декември 1995 г. В продължение на почти две години работи като тест пилот на F-14 Томкет в програмата за подобряване на стабилността при кацане. Преди селекцията му за астронавт се връща във флота като командир на бойна ескадрила 32 (VF-32). В кариерата си има повече от 4000 полетни часа на 30 различни типа самолети и 450 кацания на палубата на самолетоносач.

## Служба в НАСА
Алън Пойндекстър е избран за астронавт от НАСА на 4 юни 1998 г., Астронавтска група №17. Той преминава пълен двегодишен курс на обучение и получава квалификация пилот. Първото си назначение получава през декември 2002 г. като пилот на мисия STS-120. Полетът е отменен (по-късно осъществен, но с друг екипаж) поради катастрофата с космическата совалка Колумбия. Пойндекстър има назначение и като CAPCOM офицер на мисиите STS-125 и STS-127. Взема участие в два космически полета.

### Космически полети
| Космически полети на Алън Гудуин „Декс“ Пойндекстър              | Космически полети на Алън Гудуин „Декс“ Пойндекстър | Космически полети на Алън Гудуин „Декс“ Пойндекстър | Космически полети на Алън Гудуин „Декс“ Пойндекстър | Космически полети на Алън Гудуин „Декс“ Пойндекстър | Космически полети на Алън Гудуин „Декс“ Пойндекстър | Космически полети на Алън Гудуин „Декс“ Пойндекстър |
| №                                                                | Дата                                                | КК                                                  | Емблема на мисията                                  | Функции                                             | Продължителност                                     |                                                     |
| ---------------------------------------------------------------- | --------------------------------------------------- | --------------------------------------------------- | --------------------------------------------------- | --------------------------------------------------- | --------------------------------------------------- | --------------------------------------------------- |
| 1                                                                | 7 февруари 2008                                     | „Атлантис“, мисия STS-122                           |                                                     | Пилот                                               | 12 денонощия 18 часа 21 минути 50 сек.              |                                                     |
| 2                                                                | 5 април 2010                                        | „Дискавъри“, мисия STS-131                          |                                                     | Командир                                            | 15 денонощия 02 часа 47 минути 11 сек.              |                                                     |
| Сумарно време в космоса – 27 денонощия 21 часа 09 минути 01 сек. |                                                     |                                                     |                                                     |                                                     |                                                     |                                                     |

## Награди
- Легион за заслуги;
- Медал за похвална служба;
- Летателен кръст за заслуги;
- Медал за похвала на USN;
- Медал за заслуги на USN;
- Медал за похвална служба в USN;
- Медал за участие в бойните действия в Югозападна Азия;
- Медал за служба в националната отбрана;
- Медал за военноморска служба;
- Медал за освобождението на Кувейт;
- Медал на НАСА за участие в космически полет.